# Il guerriero apache
Il guerriero apache (Apache Warrior) è un film del 1957 diretto da Elmo Williams.
È un western statunitense ambientato nel 1885 con Keith Larsen, Jim Davis e Rodolfo Acosta. Larsen interpreta Apache Kid, un indiano apache che si aggregò all'esercito statunitense.

## Produzione
Il film, diretto da Elmo Williams su una sceneggiatura di Carroll Young, Kurt Neumann e Eric Norden e un soggetto degli stessi Young e Neumann, fu prodotto da Plato A. Skouras per la Regal Films e girato nel ranch di Corriganville a Simi Valley e nel Vasquez Rocks Natural Area Park ad Agua Dulce, in California, da metà marzo all'inizio di aprile 1957.

## Distribuzione
Il film fu distribuito con il titolo Apache Warrior negli Stati Uniti nel luglio 1957 al cinema dalla Twentieth Century Fox.
Altre distribuzioni:
- in Messico il 19 marzo 1958 (El guerrero apache)
- in Brasile (Guerreiro Apache)
- in Grecia (Oi dolofonoi ton aspron vrahon)